# Ga Đồng Hới
Ga Đồng Hới là một ga chính trên tuyến đường sắt Bắc-Nam ở km thứ 522. Ga tọa lạc tại Tiểu khu 4, phường Đồng Hới, Quảng Trị. Ga Đồng Hới cách ga Hà Nội 522 km về phía bắc, cách ga Vinh 192 km về phía bắc và cách ga Đông Hà 100 km về phía nam, cách ga Huế 166 km về phía nam. Nhà ga được thiết kế bởi kỹ sư Trần Văn Tấn. Nhà ga là một điểm đường sắt nối với ga Phúc Tự và ga Lệ Kỳ.

## Kiến trúc
Nhà ga được thiết kế bởi lối kiến trúc hiện đại vật liệu chủ yếu làm bằng bê tông cốt thép. Các chi tiết mặt tiền nhà ga bằng lam bê tông trông đẹp và lạ mắt. Mặt tiền công trình nguyên thủy có mảng gạch ốp màu đỏ ngay vị trí lối vào nay sơn lại màu xanh làm cho công trình không còn đẹp như thiết kế ban đầu. Người thiết kế công trình này là kỹ sư Trần Văn Tấn. Ông là một kỹ sư của trường đại học bách khoa Hà Nội từ những năm 1960. Mặc dù là kỹ sư nhưng ông có niềm đam mê thiết kế kiến trúc. Nên các công trình của ông thường có tính nghệ thuật kết hợp với kỹ thuật. Đây là một công trình tiêu biểu trong loạt công trình thiết kế về nhà ga của ông.